# 아카시 불꽃축제 압사 사고
아카시 불꽃축제 압사 사고(일본어: 明石花火大会歩道橋事故 あかしはなびたいかいほどうきょうじこ[*])는 2001년 7월 21일 밤 8시 30분 무렵, 일본 효고현 아카시시 JR 고베선 아사기리역에서 발생한 다중밀집사고로, 11명이 숨지고 183명이 다치는 피해를 기록하였다.
이와 함께 아카시시와 효고현 경찰의 경비 체제의 미비 및 경비 회사를 포함한 사고 직후의 대응에 대한 문제가 성립되자, 언론 등에서도 널리 보도되었다.

## 사건 개요
2001년 7월 20일부터 아카시시 오쿠라 해안 일대를 중심으로, 제32회 아카시 시민 여름 불꽃놀이 축제가 개막하였다. 그러나 개최 2일차인 7월 21일 저녁 8시 30분경 서일본 여객철도 산요 본선(애칭:JR 고베선) 아사기리역 남측 횡단 보도교에서 역으로부터 온 손님들과 행사장 손님이 서로 합류하는 남단으로 1제곱미터당 13~15명의 비정상적인 혼잡을 발생시켜서 군중 사고가 발생하였다. 이 시기에는 주위에 알리기 위해 육교 지붕 위까지 오르는 분들도 속출되었다.
이번 사고로 인해 11명이 전신 압박을 받은 급성호흡곤란증후군(압사) 등에 의해 사망하였고, 183명의 부상자가 발생하는 등 피해를 발생시키는 참사이다. 이번 사고로 인한 사망자 11명 중에서 9명은 초등학생 이하의 아동을, 나머지 2명은 70대 여성으로 구성되어 있다.
2005년 (헤이세이 17년) 11월, 해당 사망사고를 교훈 삼아 경비업법과 국가공안위원회 간의 규칙이 개정되었고, 경비 업무 검정과 더불어 종전의 상주 경비, 교통 유도 경비 등에 더해 잡답 경비가 신설되었다.

## 같이 보기
관련 주제
- 아카시시 / 오쿠라 해안(일본어판)
- 불꽃놀이
- 군중 통제
- 다중밀집사고

유사 사건
- 이태원 참사
- 2014년 상하이 압사 사고
- 서울역 압사 사고
- 상주 콘서트 압사 사고
- 2015년 하즈 압사 사고